# ...Einklang freier Wesen...
Georg Friedrich Haas componeerde ... Einklang freier Wesen... in 1994/1995 en bewerkte het nog in 1996.

Het is een compositie van ongeveer 14 minuten voor 10 muziekinstrumenten:

dwarsfluit, klarinet, trompet, trombone, tuba, altviool, cello, contrabas, 2 percussie.

## Compositie
De compositie is geschreven als een "Concert voor orkest"; elke instrumentalist wordt behandeld als solist, maar maakt, zodra hij geen solist meer is, deel uit van de begeleiding. In deze compositie is er duidelijk een poging enige harmonie op te bouwen, maar net als in andere werken van deze componist komt het er dan weer net niet van. De muziek lijkt af en toe letterlijk weg te zakken, door toepassing van aflopende microtonale akkoorden en glissando's naar beneden. Wat opvalt is dat in het werk een aantal geluidsuitbarstingen klinken; meestal zorgt de componist voor lange crescendo's, maar die blijven hier dus soms achterwege.
De titel van de compositie is geleend van de roman Hyperion van Friedrich Hölderlin (Hyperion, deel II, boek II, hoofdstuk XXVII).
De compositie is op het lijf geschreven van Klangforum Wien.

## Bron
- Uitgave van Kairos.